# 4784 Samcarin
4784 Samcarin è un asteroide della fascia principale. Scoperto nel 1984, presenta un'orbita caratterizzata da un semiasse maggiore pari a 2,6782312 UA e da un'eccentricità di 0,1138317, inclinata di 3,54144° rispetto all'eclittica.